# Naveil
Naveil is een gemeente in het Franse departement Loir-et-Cher (regio Centre-Val de Loire). De plaats maakt deel uit van het arrondissement Vendôme. Naveil telde op 1 januari 2022 2.439 inwoners.

## Geografie
De oppervlakte van Naveil bedroeg op 1 januari 2022 13,28 vierkante kilometer; de bevolkingsdichtheid was toen 183,7 inwoners per km².
De onderstaande kaart toont de ligging van Naveil met de belangrijkste infrastructuur en aangrenzende gemeenten.

## Demografie
Onderstaande figuur toont het verloop van het inwonertal (bron: INSEE-tellingen).